# Loyset Liédet

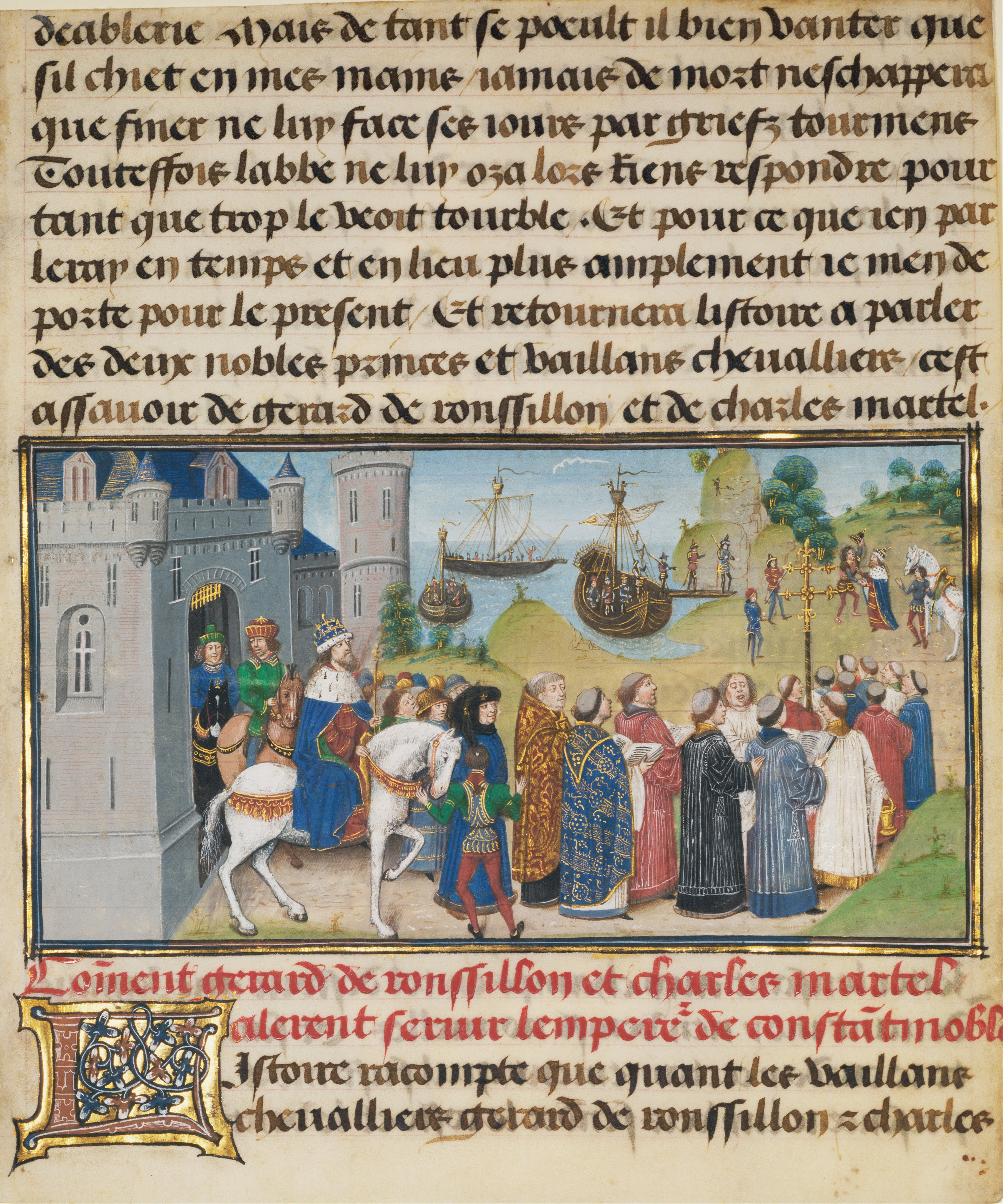
Loyset Liédet: Der byzantinische Kaiser begrüßt Roussillon und Martel, Miniatur, Getty Museum

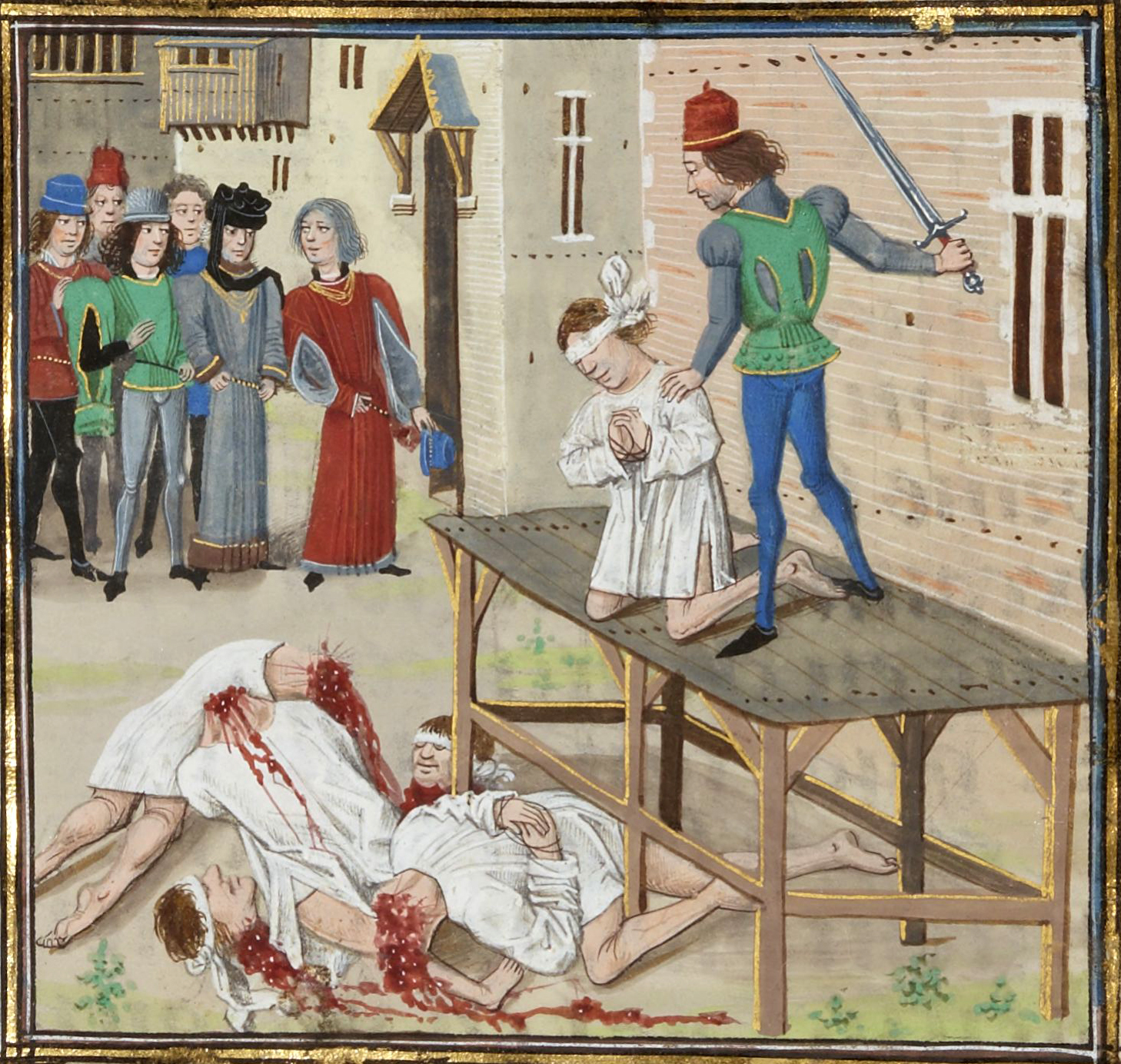
Die Hinrichtung von Olivier IV. de Clisson

Loyset Liédet (* um 1420 vermutlich in Hesdin; † nach 1484 in Lille) war ein französisch-flämischer Schreiber, Maler und Illuminator.

## Leben
Loyset Liédet arbeitete zunächst für die Herzöge von Burgund, Philipp den Guten und seinen Sohn Karl den Kühnen. Eine zweibändige Kopie eines historischen Textes enthält seine frühesten bekannten Arbeiten als Buchmaler, die der Schreiber 1454 in Hesdin (Frankreich) vermutlich in seinem Elternhaus aufgezeichnet hat. Seine frühen Arbeiten zeigen den Einfluss des französischen Malers und Illuminators Simon Marmion, der am burgundischen Hof beschäftigt war. 
Um 1468 zog Liédet in die herzogliche Residenzstadt und kommerzielles Zentrum Brügge in Flandern, wo er 1469 Mitglied der Schreibergilde wurde. So arbeitete er im direkten Umfeld von so bekannten Künstlern wie Petrus Christus, der schon 1441 die Werkstatt von Jan van Eyck übernommen hatte und von Hans Memling, der sich um 1465 in der Stadt niedergelassen hatte. Liédet arbeitete besonders eng mit dem Schreiber und Organisator David Aubert zusammen.
Liédets reifer Stil zeigt helle, fast grelle Farben und steife Gliedmaßen mit oft stark beschatteten Flächen. Die dargestellten Figuren werden als „schlaksig“ oder als „gehackt“ bezeichnet. In Brügge arbeitete er mit David Aubert.
Zahlreiche Urkunden zeugen von Liédets Laufbahn in Brügge, wo er Gelder empfing für Miniaturen in mindestens fünfzehn Handschriften zwischen 1468 und 1472. Liédet widmete einen Großteil seiner Arbeit um 1470 für das Ausmalen von Handschriften für Karl den Kühnen, innerhalb zweier Jahre produzierte er über 400 Miniaturen für ihn. Er war unter den Letzten einer Generation von flämischen Illuminaten, die fast ausschließlich im Auftrag tätig waren für die Mitglieder des burgundischen Hofes anstelle der Herstellung von Manuskripten zum Verkauf auf dem freien Markt.

## Werke (Auswahl)
Er hinterließ zahlreiche Miniaturen in Handschriften:
- Jean Froissart (Autor): Chroniques de France, 4 Bände, Paris, Bibliothèque nationale de France, fonds français ms. 2643 bis ms. 2646 Digitalisat der BNF von Buch I (angefertigt für Ludwig von Gruuthuse)
- 1468 bis 1472: 123 Miniaturen zu David Aubert, Histoire de Charles Martel. Es besteht aus vier Bänden mit 4000 Seiten, Königliche Bibliothek, Brüssel, erhalten sind 101 Miniaturen, davon wurden um 1700 fünfzehn Blatt entfernt, heute im Getty Museum.